# Syrphoctonus momoii
Syrphoctonus momoii är en stekelart som beskrevs av Tohru Uchida 1957. Syrphoctonus momoii ingår i släktet Syrphoctonus och familjen brokparasitsteklar. Inga underarter finns listade i Catalogue of Life.